# Louise Marmont
Anna Louise Marmont (Jönköping, 22 maggio 1967) è un'ex giocatrice di curling svedese.

## Biografia
Partecipò all'età di 30 anni ai XVIII Giochi olimpici invernali edizione disputata a Nagano (Giappone) nel 1998, riuscendo ad ottenere la medaglia di bronzo nella squadra svedese con le connazionali Katarina Nyberg, Elisabet Gustafson, Elisabeth Persson e Margaretha Lindahl.
Nell'edizione la nazionale canadese ottenne la medaglia d'oro, la danese quella d'argento.